# Непогребённый
«Непогребённый» (венг. A temetetlen halott, пол. Niepochowany) — художественный биографический фильм совместного венгерско-польско-словацкого производства, снятый в 2004 году венгерским кинорежиссёром Мартой Месарош.

## Сюжет
В фильме показаны трагические моменты судьбы Имре Надя — коммуниста, премьер-министра Венгрии с 1953 по 1955 годы, лидера венгерского восстания 1956 года, жестоко подавленного советскими войсками.
После смерти Сталина жители европейских стран-сателлитов советской империи стали поднимать голову. Особенно драматические события произошли в Венгрии. Премьер-министр этой страны, Имре Надь, имел отвагу провозгласить о создании в стране многопартийной системы, объявить свободные выборы, потребовать вывода советских войск из Венгрии и объявить о выходе его родины из Варшавского договора и нейтралитете.
Арестованный Имре Надь был обвинён в государственной измене, осуждён и повешен 16 июня 1958 года.

## В ролях
- Ян Новицкий — Имре Надь, премьер-министр Венгрии
- Дьёрдь Черхальми — тюремный врач
- Марианна Моор — Мария Эгете, жена Имре Надя
- Лили Хорват — его дочь Эжебет
- Ян Фрыч — следователь
- Паль Мачаи — судья Ференц Вида
- Янош Кулька — Дьюла Калаи
- Фридьеш Холлоши — посол Югославии
- Петер Андораи — Ференц Мюних
- Ева Телега — румынский агент
- Владимир Хайду